# Рымашевский, Виталий Анатольевич
Вита́лий Анато́льевич Рымаше́вский (бел. Віта́ль Анатольевіч Рымашэ́ўскі; род. 3 марта 1975, Бобруйск, Могилёвская область) — белорусский политический и общественный деятель, сопредседатель оппозиционной партии «Белорусская христианская демократия» (БХД), кандидат в президенты Республики Беларусь на выборах 2010 года, политический заключённый (2010).

## Общественная и политическая деятельность
Профессионально занимается политикой с 1996 года. С 1996 года — член Координационной Рады (Совета) «Белорусского объединения молодых политиков». В 2002—2004 годах — член Президиума Белорусской национальной рады молодёжных и детских общественных организаций «Рада». Один из разработчиков концепции новой молодёжной политики Белоруссии.
В 1999 году проходил обучение в Германии на курсах Высшей школы государственного управления в институте «Союз общественного управления», изучал экономическое и политическое устройство ФРГ.

### Президентские выборы 2010 года
31 октября 2009 года на съезде БХД Виталий Рымашевский был выдвинут кандидатом в президенты Республики Беларусь от Белорусской христианской демократии на выборах президента Республики Беларусь 2010 года. Его программа включала возрождение белорусского языка через финансовое поощрение, а также отмену референдума 1995 года. Сопредседатель БХД собрал за свое выдвижение более 115 тысяч подписей, из которых подано 105 тысяч в избиркомы и действительными признаны около 103 тысячи. Поддержал инициативу Ярослава Романчука о создании единой программы для кандидатов в президенты.
18 ноября стартовал период предвыборной агитации. Рымашевский и ещё пять кандидатов жаловались на непригодность мест, выделенных под агитационные мероприятия. Во второй половине ноября сопредседатель БХД и ещё три кандидата заявили о преследовании членов их команд со стороны правоохранительных органов. ЦИК вынесла предупреждение Рымашевскому и другому кандидату — Николаю Статкевичу за организацию несанкционированного митинга на Октябрьской площади в Минске 24 ноября.
5 декабря 2010 года в эфире государственного телевидения Белоруссии прошли предвыборные теледебаты, первые в новейшей истории страны. Трансляция велась телеканалом БТ. Служба безопасности телеканала не пустила доверенных лиц кандидатов в студию. Действующий президент Александр Лукашенко на мероприятии не присутствовал, чем вызвал недовольство кандидата Владимира Некляева. Последний отказался участвовать в дебатах, аргументируя это тем, что формат дебатов предусматривает ответы действующей власти на вопросы претендентов. После ухода Некляева ведущие начали оскорбительно шутить в его адрес. Их полемику прервал Виталий Рымашевский, спросив, где сам Лукашенко: «Может он прячется за тумбочкой Некляева и боится показаться?». Кандидаты на дебатах поднимали темы фальсификации выборов в Белоруссии, рассказывали о своих программах. В конце мероприятия Виталий Рымашевский, Ярослав Романчук, Андрей Санников и Николай Статкевич призвали граждан собраться 19 декабря в 20:00 на площади в Минске.
9 декабря Генеральная прокуратура Белоруссии сделала предупреждение Рымашевскому, Некляеву, Санникову, Романчуку и Статкевичу о «недопустимости подготовки и организации несанкционированного массового мероприятия».
Вечером 19 декабря в акции протеста на Октябрьской площади и площади Независимости в Минске приняло участие по разным оценкам до 60 тысяч человек. Заранее туда были стянуты силы милиции. Помимо Рымашевского и его доверенного лица Павла Северинца, в акции протеста принимали участие кандидаты Санников, Костусёв, Статкевич, Усс и Романчук. Некляев двигался на площадь с отдельной колонной людей, которая была атакована неизвестными в чёрном. С полученными травмами Некляев был госпитализирован, на площадь он не попал.
К 9 вечера митингующие пришли к Дому правительства. Кандидаты пытались организовать переговоры с правительством. В это же время группа неизвестных попыталась взять Дом правительства штурмом, повредив здание. Эти действия спровоцировали ОМОН, который применил силу против демонстрантов. В результате большинство протестующих покинуло площадь, а около пяти тысяч человек осталось с Рымашевским и Санниковым. Кандидаты обращались к толпе. Около полуночи крупные формирования ОМОНа разогнали демонстрантов. Рымашевский был избит и доставлен в СИЗО КГБ с травмой головы. 29 декабря ему были предъявлены обвинения в «организации и участии в несанкционированном массовом мероприятии 19 декабря». Сопредседатель БХД написал объяснительную записку на имя Александра Лукашенко и в ночь на 1 января был освобождён из изолятора на условиях невыезда из страны. 20 мая судья Фрунзенского района Минска Жанна Жуковская приговорила его к двум годам лишения свободы условно.

### Политическая деятельность после освобождения (с 2010)
Выступал за бойкот парламентских выборов 2012 года. По мнению Рымашевского, действующий режим посредством выборов пытается добиться легитимности в глазах Евросоюза, ничего фактически не меняя.
В 2013 году выступил против строительства российской авиабазы в Белоруссии. Рымашевский отметил, что это запрещено Конституцией, а российские базы являются средством оккупации тех стран, на территории которых они находятся. В качестве примера политик привёл войну в Грузии 2008 года.
В 2014 году раскритиковал аннексию Крыма, участвовал в митинге в поддержку Украины. В 2015 году был одним из лидеров акции «Чернобыльский шлях-2015». Митинг сопровождался антироссийскими и проукраинскими лозунгами, критиковалось строительство Белорусской АЭС.
Участвовал в акции протеста против результатов парламентских выборов 2016 года, прошедшей 12 сентября 2016 года. За это получил штраф в размере 840 рублей (40 базовых величин).
25 ноября 2016 года БХД обнародовали статистику железнодорожных перевозок из России в Белоруссию за последние 2 года. По мнению Рымашевского, между Путиным и Лукашенко есть новые военные соглашения, а в обмен на поддержку своей власти Лукашенко придётся идти на любые условия Кремля.
Наряду с Анатолием Ледедько и Павлом Северинцем был организатором «Марша тунеядцев» в 2017 году. 10 марта был задержан и помещён в Молодеченское РОВД, а на следующий день судья Алексей Иршин назначил сопредседателю БХД 15 суток ареста.
Выступал за государственную монополию на продажу алкоголя по аналогии со скандинавскими странами. По мнению политика, ограничение продажи алкоголя и повышение требований к его качеству помогут победить алкоголизм в Белоруссии.
В 2018 году сопредседатель БХД выступил на конгрессе Европейской народной партии, где обсудил с Ангелой Меркель преследования журналистов в Белоруссии и христианской демократии в Европе.
На президентских выборах 2020 года поддержал кандидатуру Светланы Тихановской. Во время протестов 2020 года в Беларуси стал членом координационного совета по организации процесса преодоления политического кризиса.
В 2021 году раскритиковал согласование дорожных карт в рамках экономической интеграции Белоруссии и России. По мнению Рымашевского, подписание карт является угрозой суверенитету Белоруссии.

## Деятельность в БХД

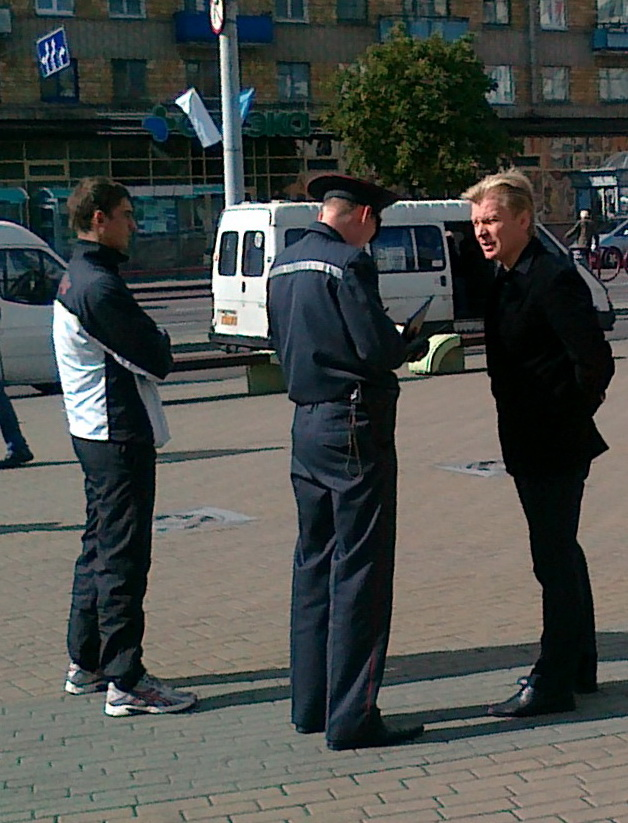
Во время пикета за бойкот: «Не ходите на выборы — вас обманут!» (выборы в парламент, 2012). 9 сентября 2012, Минск, площадь перед Комаровским рынком. Рымашевский отвечает на вопросы майора милиции о целях пикета, в присутствии сотрудников в штатском.

С 2005 года занимается возрождением партии «Белорусская христианская демократия». Сопредседатель оргкомитета — с 2005, сопредседатель партии — с марта 2009 года.
Один из руководителей кампании «В защиту свободы совести и вероисповедания в Беларуси», в рамках которой было собрано более 50 тысяч подписей в защиту христиан.
В партии возглавляет работу образовательного отдела, курирует работу молодёжной организации Молодые Христианские Демократы и международного отдела БХД, является руководителем Минской организации БХД.

## Взгляды

### Отношение к Александру Лукашенко
Виталий Рымашевский признаёт Александра Лукашенко диктатором и сравнивает его режим с нацистской Германией, СССР и другими тоталитарными государствами.

UDF.BY: Виталий Рымашевский: "Лукашенко назначает на должности слабоумных", 15 февраля 2013:

Лукашенко назначает на должности министров, председателей и директоров, людей со слабым интеллектом, так как их легче контролировать. Все, кто находятся во власти, живут в соответствии с духом лжи и тщеславия, потому что вся система построена на обмане и любви к славе. — Виталий Рымашевский

### Отношение к Николаю Статкевичу
Хотя Рымашевский и Статкевич оба были ключевыми участниками минских протестов 2010 года и ряда последующих акций, их разногласия имели место быть. Сопредседатель БХД накануне протестов публично обвинял Статкевича в развале Белорусского объединения военных, в переманивании людей с массовых акций БНФ в 90-х годах, а также в массовых провокациях и организациях столкновений с милицией. В свою очередь, Статкевич обвинял Рымашевского в доносах на него и ряд других политзаключённых в КГБ. В 2013 году Рымашевский извинился перед оппонентом за свои ранние обвинения, но отверг обвинение Статкевича в доносе.

### Отношение к Светлане Тихановской
Благосклонно относился к кандидатуре Светланы Тихановской на президентских выборах 2020 года. Рымашевский подчёркивал, что Тихановская — единственный демократический кандидат, который противостоит Лукашенко. Политик отмечал, что такой поддержки, как у Тихановской, не было ни у кого и никогда.